# Cementerio Prehistórico de Mulisko Gaina

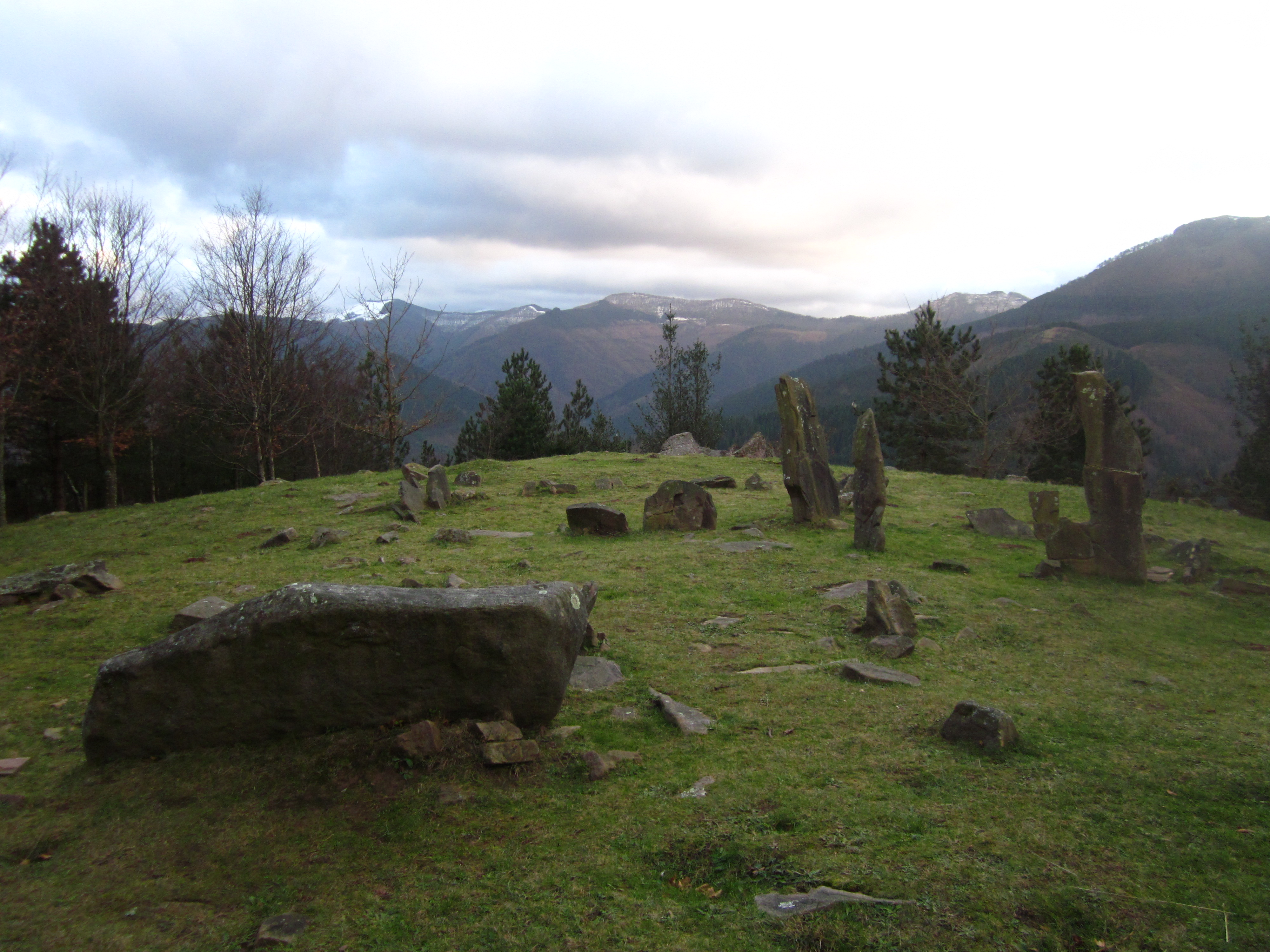
Paisaje de Mulisko Gaina

El cementerio prehistórico de Mulisko Gaina es un complejo yacimiento arqueológico del norte de España, sito en la provincia de Guipúzcoa, dentro del País Vasco.    

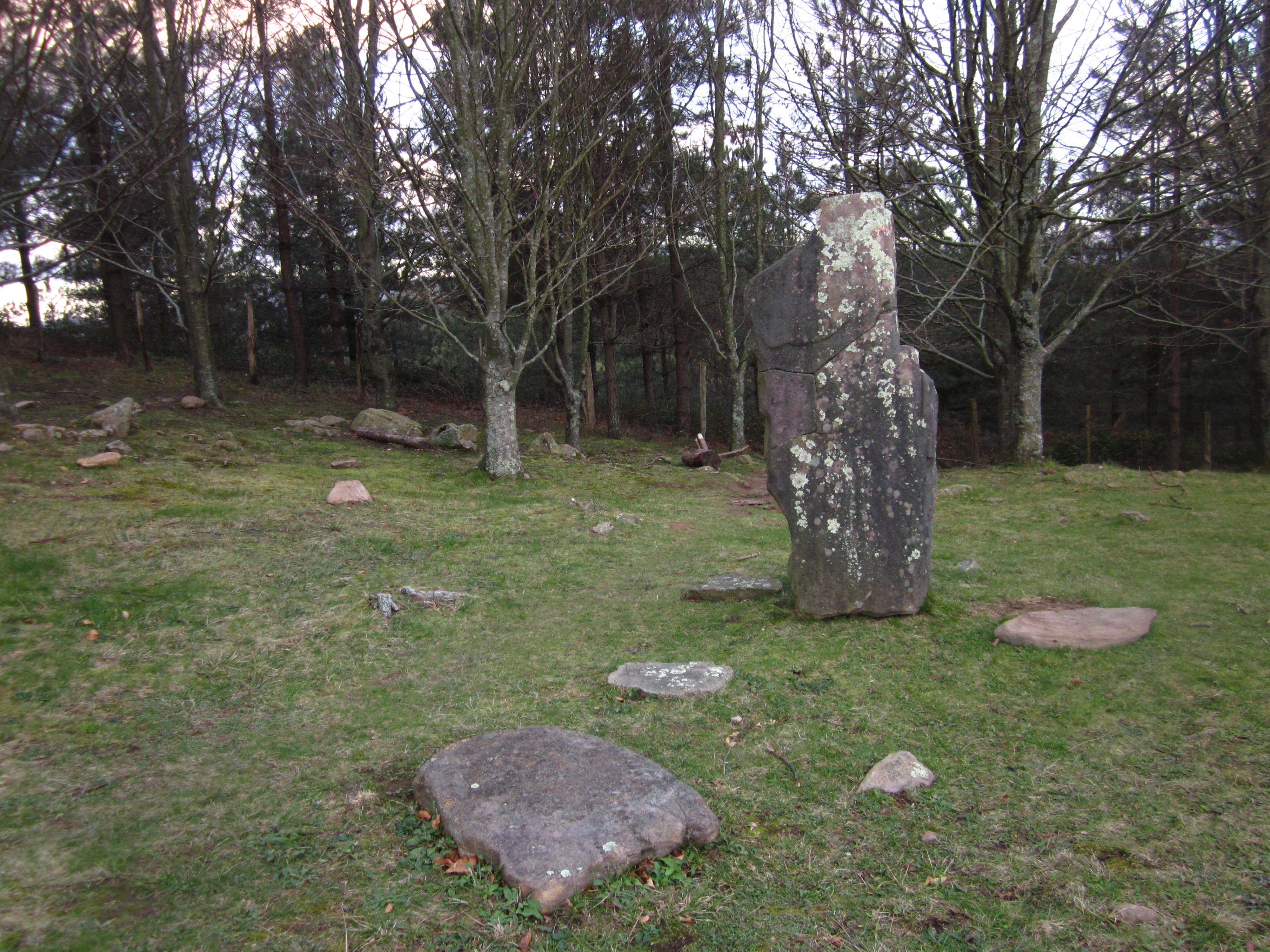
Monolito de Mulisko Gaina

## Localización
- Se encuentra en la vertiente suroriental del monte Onyi sobre un rellano llamado "Cementerio Viejo" o "Kanposantu Zaharra" en euskera. El mojón que separa las localidades de Urnieta y Hernani está a doscientos metros del complejo prehistórico, si bien se sitúa en el término municipal de Urnieta.
- Su altura es de 415 metros sobre el nivel del mar.
- Sus coordenadas son: Longitud: 1°44′26″. Latitud: 43°13′43″.

## Acceso
- El mejor acceso es desde Urnieta por una carretera que asciende algo más que el barrio de Xoxoka compuesto de algunos caseríos. Desde el final de esa vía se debe tomar el camino que sale hacia el este indicado como "Onyi". En una suave subida de apenas 115 metros sin salirnos del camino, pasando por un collado que hay entre las dos cimas del monte Onyi que queda a la izquierda y separado de la senda por una valla,  rodearemos esta montaña entre una gran masa de pinares por el sur hasta llegar a un recinto cercado: El Cementerio Prehistórico de Mulisko gaina.

## Descripción
- Es un conjunto de cuatro cromlechs, una cista doble, un monolito y dos estructuras menos definidas.Menhires altos en Mulisko Gaina

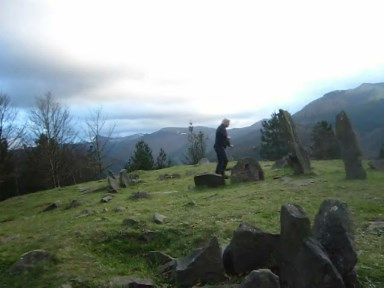
Menhires altos en Mulisko Gaina

- El crómlech más grande tiene 5,60 metros de diámetro con 31 testigos destacando uno con metro y medio de altura. El crómlech que le sigue tiene 4,80 metros de diámetro y 18 testigos destacando dos, uno de 1,40 metros y otro de 1,45 metros. El tercer cromlech tiene 3 metros de diámetro con 12 testigos destacando uno de 1,75 metros de altura. Del cuarto crómlech sólo se conservan tres testigos de menor tamaño.
- La cista es doble. Está compuesta por dos losas de 1,30 x 0,60 m y 1,20 x 0,54 m respectivamente.
- Una gran losa de 1,80 x 0,75 x 0,20 m cierra el conjunto por el norte.
- Un conjunto de 7 testigos de los cuales sólo uno está de pie forman un círculo de un metro de diámetro.
- Una laja de 1, 18 m de longitud destaca en un montón de piedras.
- El monolito se halla fuera de cualquier crómlech y tiene una altura de 1.52 metros, si bien se ocultan los 0,40 metros que esconde bajo tierra.

## Historia
- Corresponde a la Edad de Hierro. Parece ser que su parte más antigua es de hace unos 2600 años.
- Fue descubierto por J.M Hernández en 1956 y lo primero que halló fue el testigo más alto del crómlech más grande. Entre 1976 y 1978 L. Millán y L. del Barrio siguieron descuriendo más estructuras. Finalmente, Xabier Peñalver lo excavó entre 1983 y 1985 para reconstruirlo después.

## Materiales

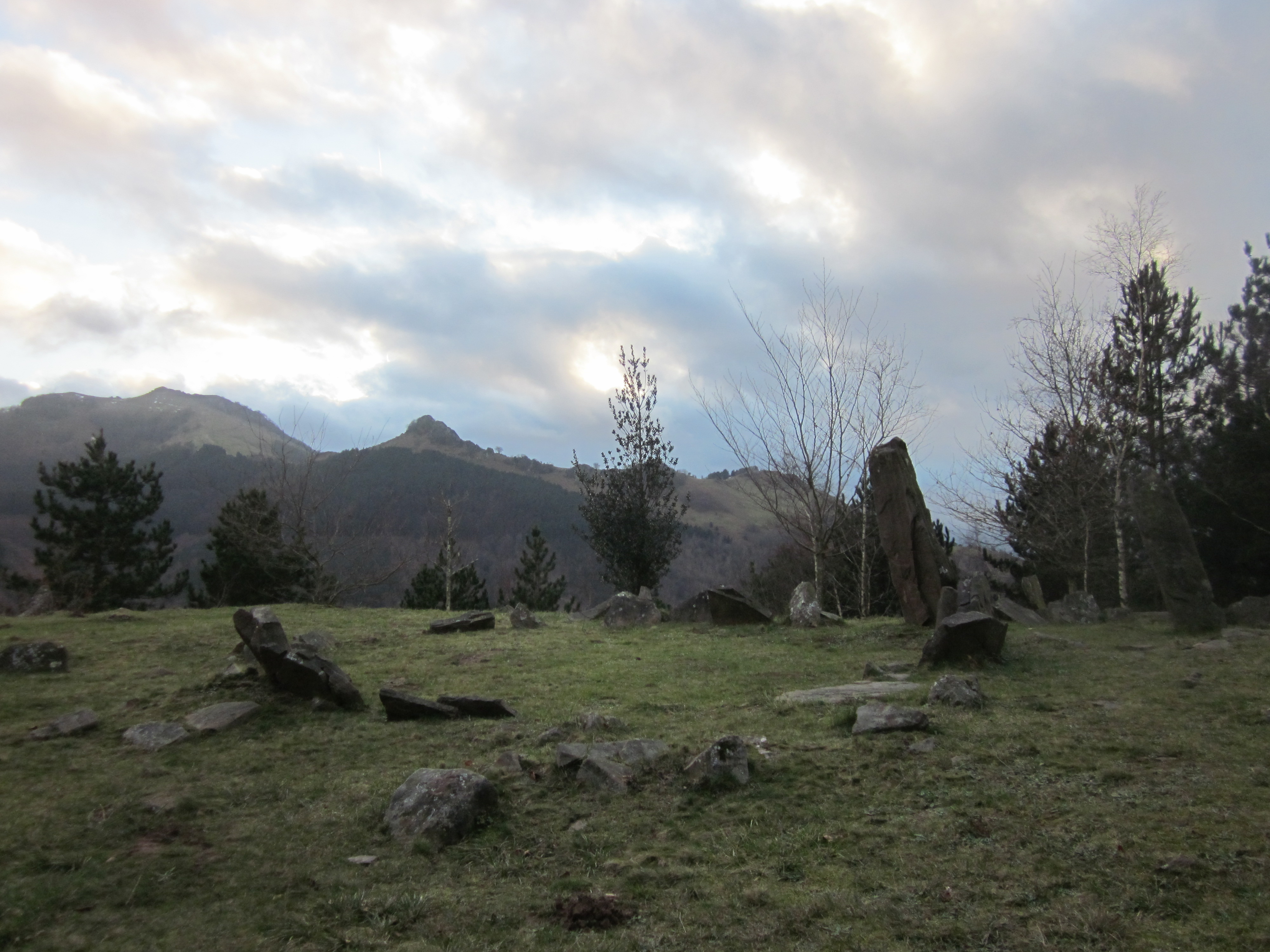
Uno de los cromlechs de Mulisko gaina

- Se compone de areniscas y suelos del terreno, haciendo material pizarroso y ferruginoso.
- Se han encontrado numerosas piezas como 4 raspadores un buril, un raspador o muchos fragmentos de carbón vegetal.